# Hapsifera pachypsaltis
Hapsifera pachypsaltis är en fjärilsart som beskrevs av László Anthony Gozmány. Hapsifera pachypsaltis ingår i släktet Hapsifera och familjen äkta malar. Inga underarter finns listade i Catalogue of Life.